# تینو کوستا
تینو کوستا (اسپانیایی: Tino Costa‎؛ زادهٔ ۹ ژانویهٔ ۱۹۸۵) یک بازیکن فوتبال اهل آرژانتین است. وی همچنین برای تیم ملی آرژانتین بازی کرده است.
وی همچنین در تیم ملی فوتبال آرژانتین بازی کرده است.